# جلال القادري
جلال القادري من مواليد 14 ديسمبر 1971، مدرب كرة قدم تونسي يعمل حاليا كمدرب أول في المنتخب التونسي.

## السيرة
في 23 يناير 2022 في مباراة تونس ونيجيريا ضمن دور الـ16 من كأس الأمم الأفريقية 2021، قام جلال القادري بتعويض المدرب الأول منذر الكبير في قيادة المنتخب بسبب إصابته بفيروس كورونا، انتهت المباراة بفوز تونس 1–0. في 30 يناير 2022 تم تعيينه كمدرب أول لمنتخب تونس بعد اقصائه من ربع نهائي كأس الأمم الأفريقية 2021 ضد بوركينا فاسو.
قاد المنتخب للتأهل لكأس العالم 2022 بعد إقصائه لمنتخب مالي في الجولة الثالثة من التصفيات الأفريقية، صحبة مساعديه علي بومنيجل وسليم بن عاشور، ومن المتوقع أن يقود الفريق في النهائيات.